# Aragocylapus
Aragocylapus is een geslacht van wantsen uit de familie van de Miridae (Blindwantsen). Het geslacht werd voor het eerst wetenschappelijk beschreven door Herczek in Popov & Penalver.

## Soorten
Het genus bevat de volgende soort:

- Aragocylapus miocaenicus Herczek, Popov & Peñalver, 2000